# STS-124
STS-124 foi uma missão da NASA com o ônibus espacial Discovery, que deu continuidade a construção da Estação Espacial Internacional. A STS-124 foi a 26ª missão para a ISS, e o 123º voo de um Ônibus Espacial, recebendo a denominação de missão 1J para montagem da ISS. O principal objetivo foi acoplar o Módulo Pressurizado do Laboratório japonês Kibo. O lançamento estava previsto para o dia 25 de Maio, contudo a demora na entrega do tanque de combustível forçou o adiamento para 31 de Maio de 2008, foram realizadas três caminhadas espaciais e o retorno aconteceu sem problemas no dia 14 de Junho, depois de 13 dias de viagem.

## Tripulação
| Posição                  | Astronauta        | Duração          | Pousou na |
| ------------------------ | ----------------- | ---------------- | --------- |
| Comandante               | Mark Kelly        | 13d 18h 13m 05s  | STS-124   |
| Piloto                   | Kenneth Ham       | 13d 18h 13m 05s  | STS-124   |
| Especialista de missão 1 | Karen Nyberg      | 13d 18h 13m 05s  | STS-124   |
| Especialista de missão 2 | Ronald Garan Jr.  | 13d 18h 13m 05s  | STS-124   |
| Especialista de missão 3 | Michael Fossum    | 13d 18h 13m 05s  | STS-124   |
| Especialista de missão 4 | Akihiko Hoshide   | 13d 18h 13m 05s  | STS-124   |
| Engenheiro de voo 5      | Gregory Chamitoff | 183d 00h 22m 54s | STS-126   |

### Trazido da ISS
| Posição             | Astronauta      | Duração         | Lançou na |
| ------------------- | --------------- | --------------- | --------- |
| Engenheiro de voo 5 | Garrett Reisman | 95d 08h 47m 03s | STS-123   |

## Objetivos
Continuar a construção da Estação Espacial Internacional (ISS). Acoplar o Módulo Pressurizado Kibo à ISS, principal componente do Laboratório japonês, reposicionar o Módulo de Experiências e Logística instalado provisoriamente no Harmony, pela missão STS-123 e instalar o braço robótico do laboratório japonês.Trocar parte da tripulação da ISS. O engenheiro de voo Gregory Chamitoff substitui o engenheiro de voo Garrett Reisman que retorna à Terra.

## Dia a dia
31 de maio - Sábado

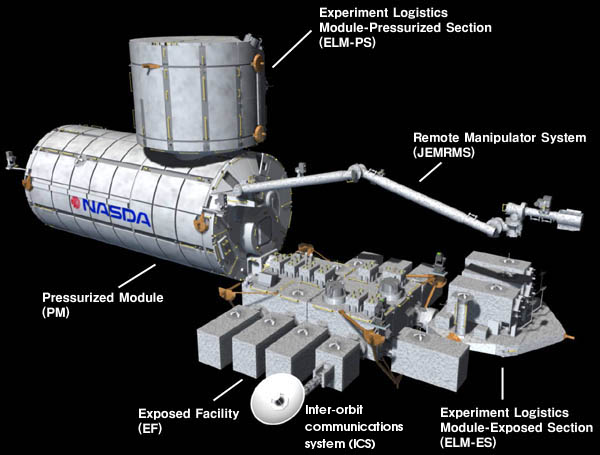
Laboratório japonês Kibo.

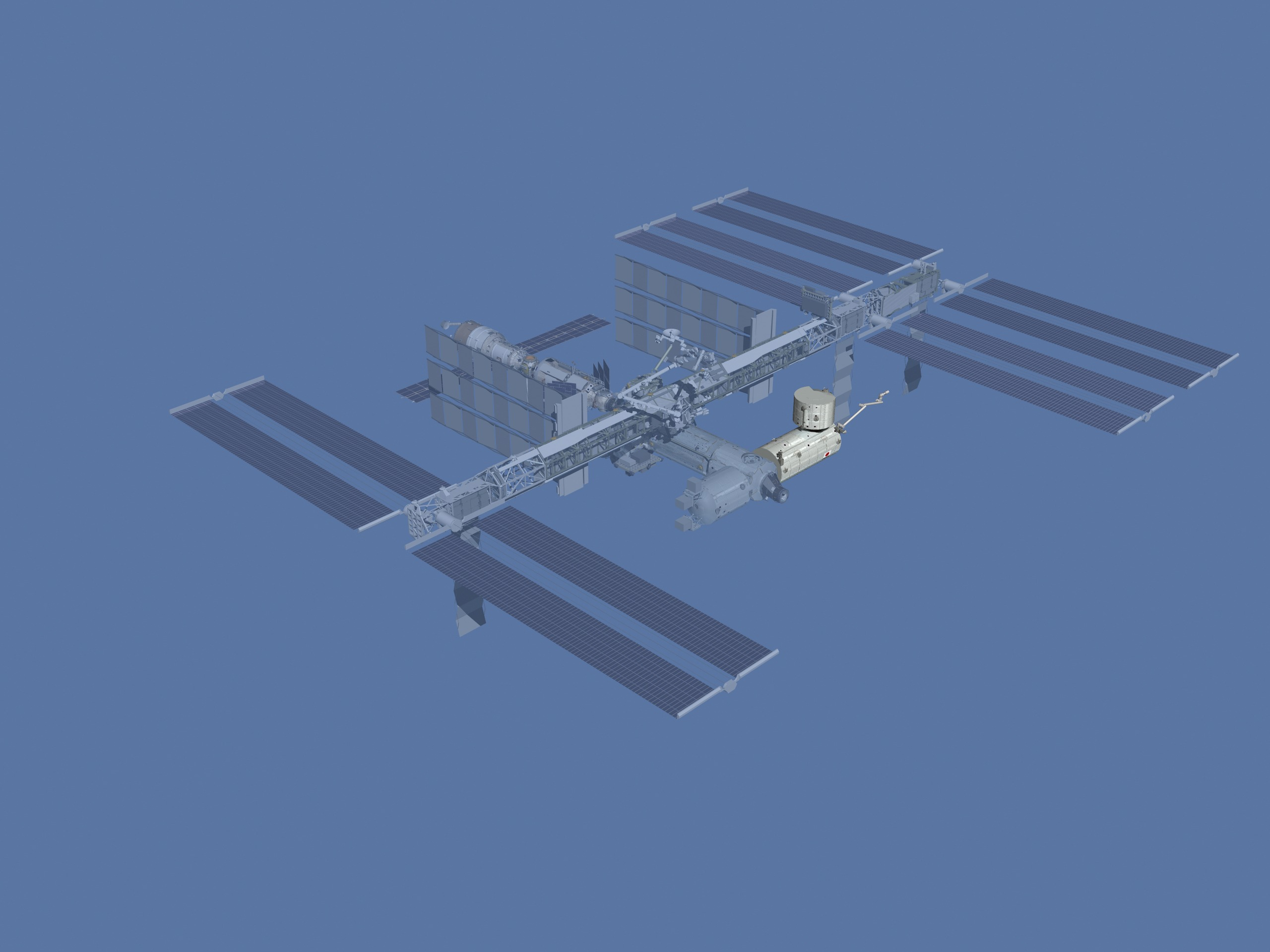
Kibo acoplado na ISS após STS-124

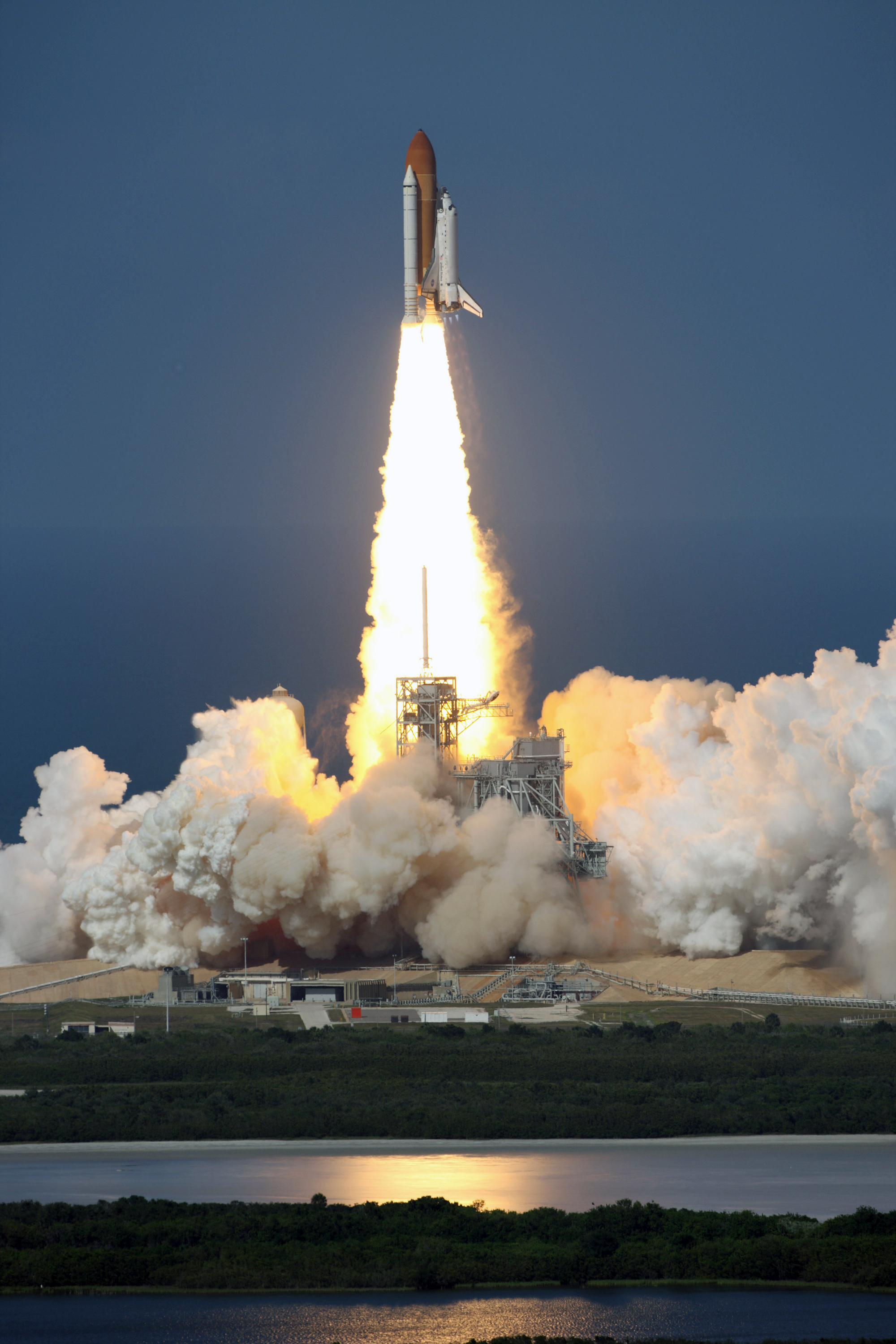
Lançamento do Discovery

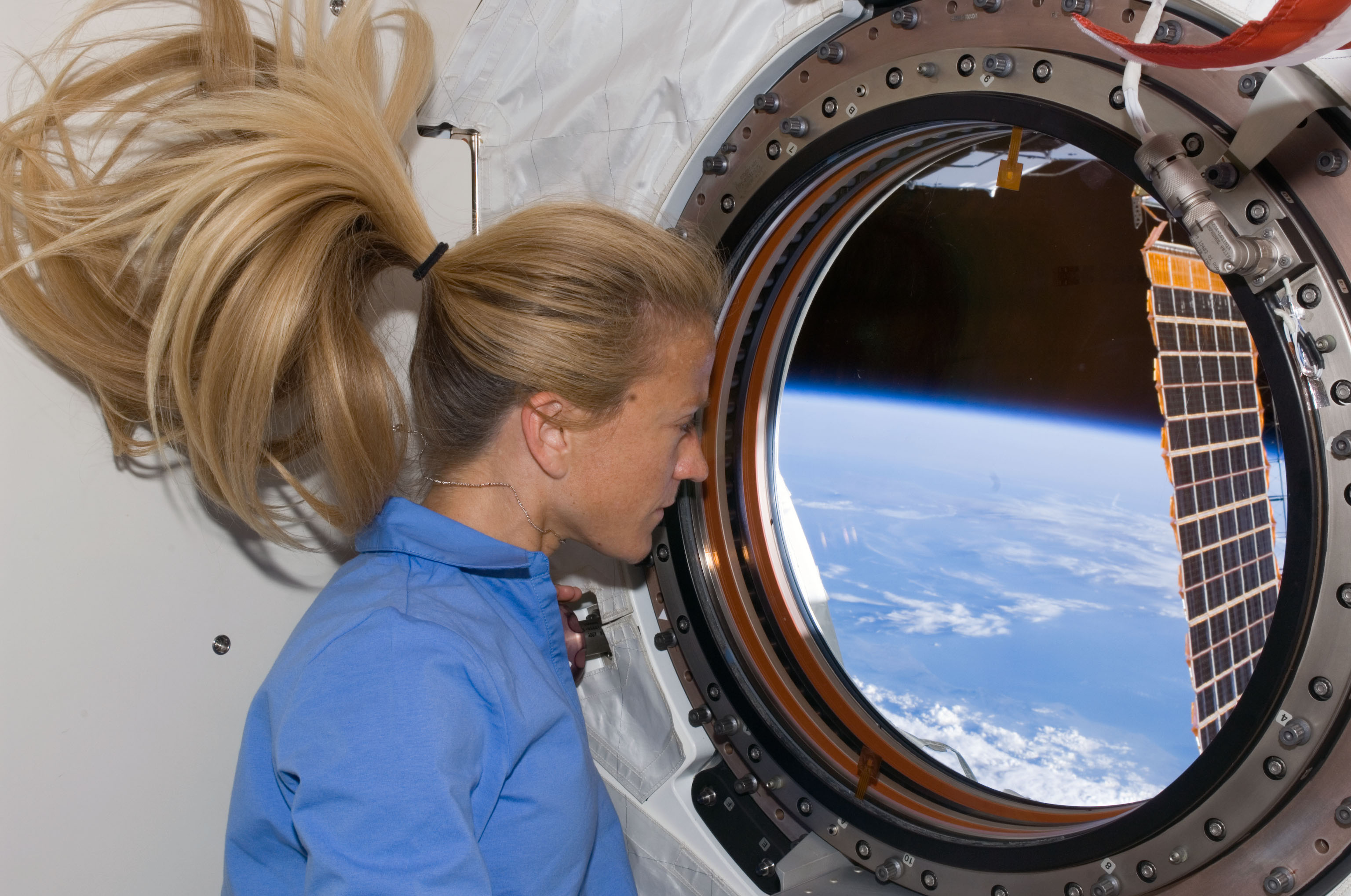
Karen Nyberg na ISS

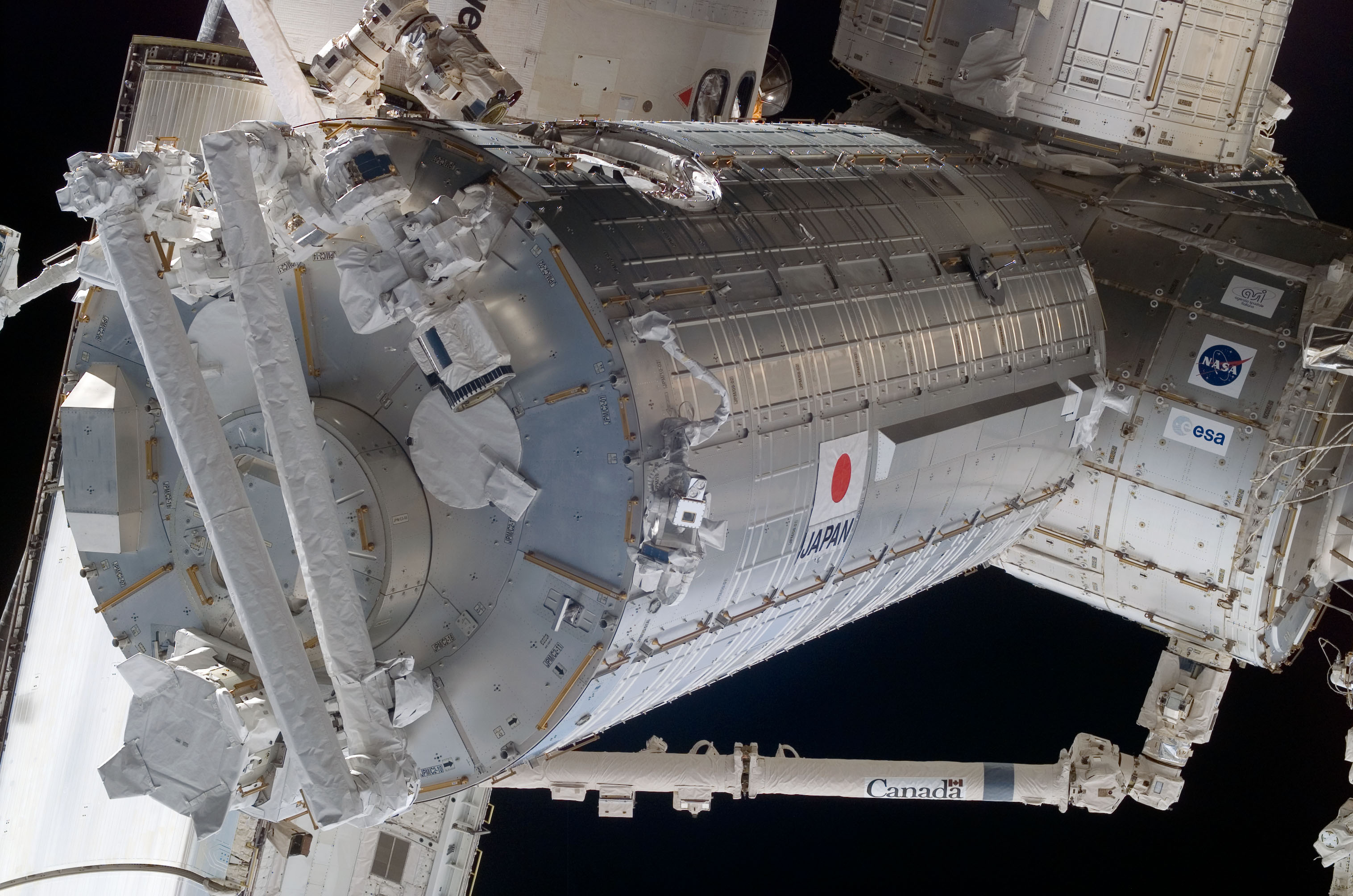
O Kibo instalado na ISS.

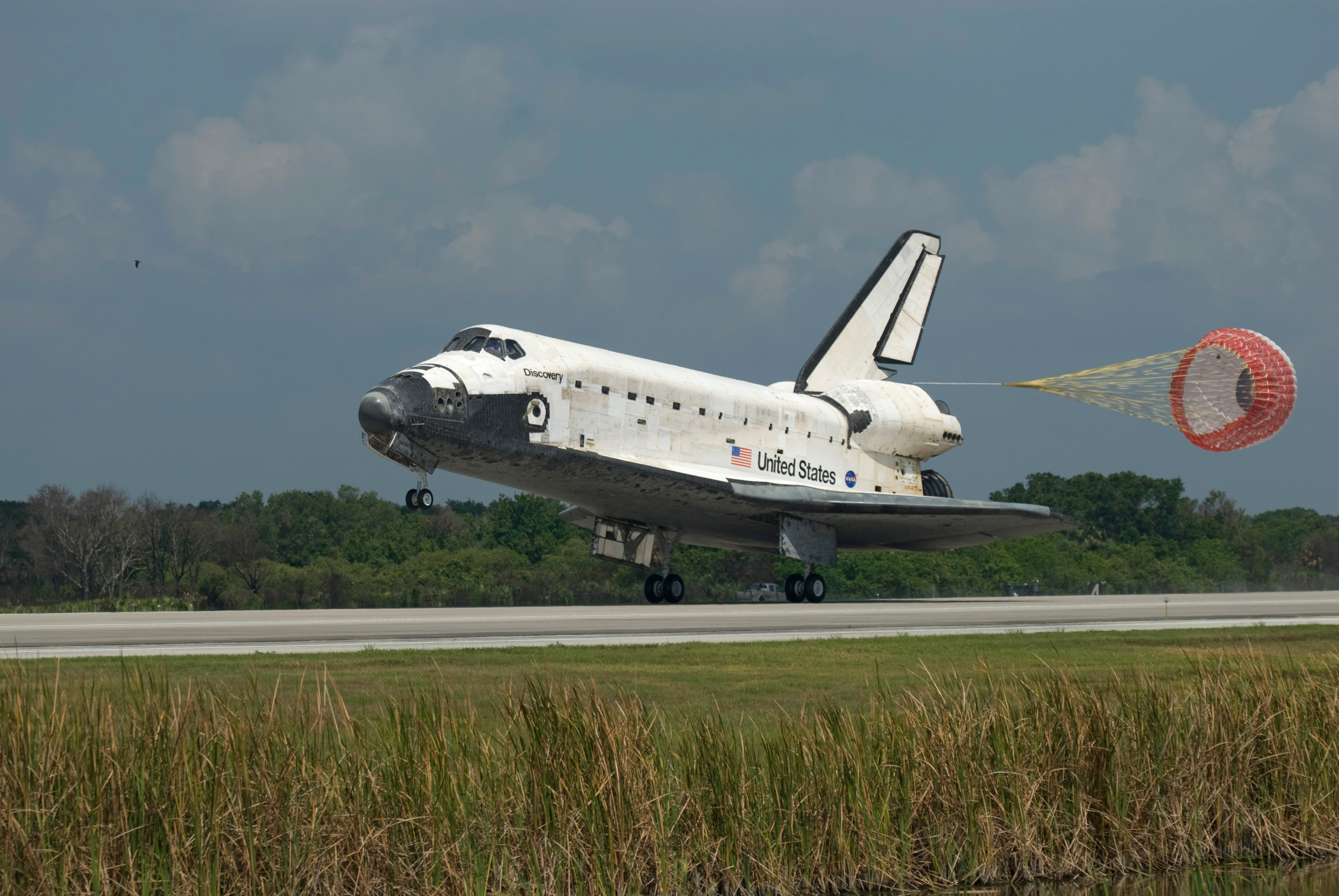
O pouso do Discovery

O ônibus espacial Discovery foi lançado em direção à Estação Espacial Internacional  
(ISS) às 18h02min (hora de Brasília), 21h02min UTC, da Plataforma 39A no Centro Espacial Kennedy em Cabo Canaveral (Flórida). 
1 de junho - Domingo
É realizado a verificação do escudo antitérmico da espaçonave, feita com o braço robótico do Discovery. A checagem não abarcou toda a extensão da "barriga" da nave, já que a extensão do braço robótico foi deixado na ISS, na última missão, em virtude do tamanho do Kibo, que ocupa um grande volume do compartimento de carga. Somente após a chegada à Estação Internacional é que os astronautas poderão realizar uma varredura completa do escudo.
2 de junho - Segunda-feira
O Discovery atracou à Estação Espacial Internacional às 18h03min UTC. Antes da acoplagem, os tripulantes da ISS fotografaram o ônibus espacial com objetivo de verificar se houve danos a estrutura da nave durante o lançamento.
As comportas entre as duas espaçonaves são abertas às 19h36min UTC. O  Especialista da missão Greg Chamitoff junta-se a tripulação da Expedição 17, substituindo o  Engenheiro de voo Garrett Reisman. Os tripulantes abordo do complexo espacial também iniciaram os preparativos para a primeira das três caminhadas espaciais da missão STS-124, que serão realizadas pelos astronautas Mike Fossum e Ron Garan. A primeira está programada para começar às 15h32min de terça-feira.
O Discovery também levou para a ISS um acessório para bombear a água do vaso sanitário da estação, que estava quebrado há uma semana, durante esse período, os três ocupantes da estação tiveram que bombear a água manualmente várias vezes ao dia. A NASA acredita que a peça sirva para fazer o único banheira da estação voltar a funcionar normalmente.
3 de junho - Terça-feira
O problema no banheiro da ISS foi resolvido parcialmente, uma possível evacuação da Estação foi colocada em pauta, porém os astronautas afirmaram que tal medida estava longe de ser tomada. Dois astronautas saíram da Estação para recuperar uma haste de inspeção necessária para investigar a eventual presença de danos no ônibus espacial Discovery, a saída de Michael Fossum e seu parceiro Ronald Garan se deu por volta das 16h22 em Brasília.
Fossum e Garan deram início à primeira Caminhada Espacial, mas com um atraso de cerca 50 minutos porque os dois astronautas, que descansavam no compartimento de despressurização, escutaram um chiado no sistema de comunicações do capacete do traje espacial de Fossum e decidiram substituí-lo.
Após seis horas e 48 minutos, eles completaram a primeira Caminhada Espacial da missão STS-124, às 23h10. Todos os objetivos foram atingidos. A dupla preparou o principal componente do laboratório Kibo para sua instalação na ISS e verificou os problemas na junta rotatória do Painel Solar da Estação.
4 de junho - Quarta-feira
O banheiro da Estação foi consertado com sucesso pelo cosmonauta-encanador Oleg Kononenko, os trabalhos duraram cerca de duas horas e meia, a bomba usada para filtrar a urina foi trocada depois de dez dias sem funcionamento. A comporta do laboratório japonês Kibo foi aberta pela primeira vez, inaugurando assim o maior módulo do complexo orbital.
5 de junho - Quinta-feira
Fossum e Garan realizaram a segunda caminha espacial, o início ocorreu às 15h04, eles instalaram duas câmeras de vídeo nas laterais do laboratório japonês Kibo - "O módulo de trabalhos científico Kibo agora tem olhos", disse Rob Navias, comentarista da Nasa, quando a tarefa que durou uma hora e 22 minutos, foi concluída. Em seguida eles deram início a remoção de uma série de coberturas térmicas que envolviam os dez metros de comprimento do braço robótico. A caminhada terminou às 22h15 depois de mais de 7 horas de trabalhos.
7 de junho - Sábado
O braço robótico do laboratório Kibo foi testado pela primeira vez pelos astronautas Akihiko Hoshide e Karen Nyberg, enquanto isso Mike Fossum e Ron Garan conduziram os preparativos para a terceira e última caminhada espacial da atual missão do ônibus espacial Discovery.
8 de junho - Domingo
Mike Fossum e Ron Garan realizaram a terceira e última caminhada espacial da missão, dentre os objetivos os fundamentais foram a substituição de um tanque de nitrogênio vital para o funcionamento do sistema de ar condicionado da ISS, a finalização da instalação do Kibo e o reparo de uma câmera, também foi retirada uma cobertura térmica do braço robótico do Kibo. Os trabalhos tiveram início às 13h55 UTC e a duração total foi de 6 horas e 33 minutos.
9 de junho - Segunda-feira
O braço-robô que será usado para operar equipamentos, economizando assim tempo e poupando astronautas das arriscadas e dispendiosas saídas ao espaço foi acionado pela primeira vez Akihiko Hoshide. O guindaste de 10 metros de comprimento é parte integrante do laboratório Kibo.
10 de junho - Terça-feira
Os tripulantes do Discovery e da ISS se despediram e fecharam as escotilhas de suas naves às 16h57 (horário de Brasília), iniciando os preparativos para desacoplamento previsto para amanhã, onde darão início à viagem de retorno que deve terminar no sábado.
11 de junho - Quarta-feira
O Discovery se desacoplou da ISS quando sobrevoavam a Terra na direção do leste da Austrália, com o piloto Ken Ham no controle, a nave se separou da Estação às 8h42 de Brasília, se distanciou cerca de 120m e fez um giro de 360º para poder ser fotografada, as imagens serão analisadas para que seja verificado algum possível problema.
13 de junho - Sexta-feira
Um objeto retangular que tinha entre 30 cm e 45 cm foi visto perto da asa direita do Discovery, A NASA conclui após analisar fotos tiradas pelos astronautas, que se tratava de uma das três peças de metal usada no isolamento térmico da nave. Foi investigado também o que os astronautas disseram ser uma irregularidade na superfície do leme na cauda do ônibus espacial, e o controle da missão disse que isso provavelmente foi uma ilusão de óptica, causada pelo ângulo de visão dos tripulantes.
14 de junho - Sábado
O ônibus espacial Discovery com os seus sete astronautas aterrissou na Flórida após completar a missão de duas semanas na Estação Espacial Internacional (ISS), onde foi instalado com sucesso o laboratório japonês Kibo. A viagem foi de mais de nove milhões de quilômetros e 218 órbitas na Terra, o veterano comandante Mark Kelly e o piloto Ken Ham guiaram à nave em sua entrada na atmosfera.
A descida da nave se iniciou quando orbitava a cerca de 27.000 km/h, e os foguetes que diminuíram sua velocidade foram ligados por cerca de 2min e 35seg. O ônibus seguiu para o norte através do México, América Central, Península de Iucatã e o oeste de Cuba, até descer em direção à Flórida para pousar sem problemas às 11h42 (UTC).

## Caminhadas espaciais
| EVA # | Astronautas | Início (UTC)     | Fim (UTC)        | Duração             |
| ----- | --- | ---------------- | ---------------- | ------------------- |
| EVA 1 | Ronald Garan Jr. Michael Fossum | 3 de Junho 16:22 | 3 de Junho 23:10 | 6 horas, 48 minutos |
| EVA 1 | Transferir o Orbiter Boom Sensor System para o Discovery, preparar o Kibo para instalação e verificar os danos na junta de rotação dos painéis solares da ISS |                  |                  |                     |
| EVA 2 | Garan Fossum | 5 de Junho 15:04 | 5 de Junho 22:15 | 7 horas, 11 minutos |
| EVA 2 | Realocar o módulo logístico do Kibo e iniciar a substituição do tanque de Nitrogênio                                                                          |                  |                  |                     |
| EVA 3 | Garan Fossum | 8 de Junho 13:55 | 8 de Junho 20:28 | 6 horas, 33 minutos |
| EVA 3 | Substituir o tanque de Nitrogênio e finalizar a instalação do segundo segmento do laboratório japonês Kibo                                                    |                  |                  |                     |

## Hora de acordar
No que se tornou uma tradição nas missões espaciais, é tocada uma música no começo de cada dia, escolhida especialmente por terem uma ligação com algum tripulante ou mesmo com a situação de momento.
- Dia 2: "Your Wildest Dreams" de The Moody Blues, tocada para Kenneth Ham WAV MP3
- Dia 3: "Away From Home" de José Molina Serrano, tocada para Greg Chamitoff WAV MP3
- Dia 4: "Hold Me with the Robot Arm" de Yusuke Hanawa tocada para Aki Hoshide WAV MP3
- Dia 5: “Have You Ever” de Brandi Carlile tocada para Karen Nyberg WAV MP3
- Dia 6: “Fly Away” de Lenny Kravitz tocada para Ron GaranWAV MP3
- Dia 7: “Bright As Yellow” de The Innocence Mission tocada para Karen NybergWAV MP3
- Dia 8: “Taking Off” de Godaigo tocada para Akihiko Hoshide. WAV MP3
- Dia 9: "The Mickey Mouse March" de The Mickey Mouse Club, tocada para toda tripulação. WAV MP3
- Dia 10: "The Spirit of Aggieland" de Fightin' Texas Aggie Band tocada para Mike Fossum. WAV MP3
- Dia 11: "All Because of You" do U2 tocada para Ron Garan. WAV MP3
- Dia 12: "Centerfield" de John Fogerty tocada para Ken Ham. WAV MP3
- Dia 13: "Crystal Frontier" de Calexico tocada para Mark Kelly. WAV MP3
- Dia 14: "Baby, Won't You Please Come Home" de Louis Prima e Keely Smith tocada para Garrett Reisman. WAV MP3
- Dia 15: "Life on an Ocean Wave" de U.S. Merchant Marine Academy Band tocada para Mark Kelly WAV MP3